# Unité multicellulaire de base
Une unité multicellulaire de base (en anglais, Basic Multicellular Unit) est[Quoi ?], découverte par Frost[Qui ?] en 1990. 
Les unités multicellulaires de base permettent l'apparition de Ostéone et l'équilibre entre la construction et la destruction de la matrice osseuse. Elles vont être organisé en cylindre composé des ostéoclastes aux extrémité, du tissu conjonctif vascularisé au centre et de lamelles de tissu osseux tout autour(contenant les ostéocytes et séparé du tissu conjonctif par des ostéoblastes). Elles se situent toujours à l'extrémité distale d'un ostéone et sont activées par différents facteurs comme l'âge, les conditions métaboliques ou encore des pathologies.

## Formation
Il y a quatre étapes majeures dans la formation d'une unité multicellulaire de base (BMU) qui permettra à terme de produire un ostéone :
1. L'activation des ostéoclastes : Migration des ostéoclastes au contact de la matrice osseuse et début de la dégradation à l'aide de lysosomes et d'enzymes relâchées
2. La colonisation par du tissu conjonctif : en parallèle à la progression des ostéoclastes, il y a l'arrivée de nouveaux ostéoclastes, de précurseurs de cellules osseuses (pré-ostéoblastes) et la vascularisation de la BMU par du tissu conjonctif.
3. La synthèse de la matrice osseuse : activation des ostéoblastes de la périphérie vers l'intérieur du canal formé. Il y a donc la formation de lamelles osseuses qui correspond au tissu osseux lamellaire ostéonal (lamelle concentriques, à petit rayon de courbure et produite par les ostéoblastes).
4. L'inactivation de la BMU : Caractérisé par une rangée d'ostéoblastes inactifs entre le tissu conjonctif et tissu osseux de la BMU d'une part et des ostéoclastes au repos d'autre part. Il y a toutefois la possibilité de la réactivation de la BMU si besoin.